# Sabellaria gracilis
Sabellaria gracilis är en ringmaskart som beskrevs av Hartman 1944. Sabellaria gracilis ingår i släktet Sabellaria och familjen Sabellariidae. Inga underarter finns listade i Catalogue of Life.